# Der Selbstmörderklub

Titelblatt der New Yorker Ausgabe
(siehe auch unter Weblinks anno 1896)

Der Selbstmörderklub (engl. The Suicide Club) ist eine Erzählung des schottischen Schriftstellers Robert Louis Stevenson, die 1878 im London Magazine und 1882 im ersten Band der Sammlung New Arabian Nights bei Chatto & Windus in London erschien.

## Form
Der Text besteht aus den drei unten aufgeführten Geschichten, die über drei Figuren – auch chronologisch – miteinander verbunden sind. Da sind der Prinz Florizel von Böhmen und sein junger Stallmeister Oberst Geraldine sowie der anonyme Präsident des Selbstmörderklubs. Der Leser sollte sich Stevensons Beschreibung des Letzteren gleich in der ersten Geschichte einprägen: „Der Präsident war ein Mann von etwa Anfang oder Mitte der Fünfzig, groß von schlechter Haltung, hatte struppige Koteletten …“ Denn nur an diesen wenigen Merkmalen ist der Unhold, als er in der zweiten Geschichte auftritt und wiederum sein Unwesen treibt, zu erkennen. Noch mehr detektivisches Gespür ist bei der Erkennung des anonymen jüngeren Bruders des Obersten zu Beginn der zweiten Geschichte vonnöten. Denn dort sind die einzigen Merkmale dieses Mordopfers blondes Haar, jung und hübsch.

## Inhalt
Die Geschichte von dem jungen Mann mit dem Cremetörtchen
Der Prinz möchte, mit dem Oberst im Gefolge, möglichst jeden Abend ein neues Abenteuer erleben. Bei einem ihrer Streifzüge durch die Londoner Gaststätten treffen beide Herren in einer Austernbar nahe beim Leicester Square auf einen lebensmüden jungen Mann, der für sein letztes Geld Cremetörtchen unter den Gästen verteilt. Nach einigem Hin und Her führt sie der junge Mann in seinen Klub ein. Nachdem der Präsident des Klubs die Lebensmüdigkeit des Prinzen und des Oberst geprüft hat, ernennt er sie zu ordentlichen Mitgliedern. Das Spiel – genauer, das Kartenspiel – beginnt. Um den Spieltisch sitzen durchweg junge Männer – mit einer Ausnahme: Mr. Bartholomäus Malthus ist ein abgeklärter Herr. Der Präsident mischt die Karten und teilt rundum aus. Wer Pik-Ass aufdeckt, ist das nächste Opfer und wer Kreuz-Ass aufdeckt, ist sein Mörder. Der junge Mann mit dem Cremetörtchen deckt das Kreuz-Ass auf und Mr. Malthus das Pik-Ass.
Am nächsten Morgen steht es in der Zeitung. Mr. Malthus, in Begleitung eines Freundes, habe sich auf dem Heimweg von einer Party über die Brustwehr hinab auf den Trafalgar Square zu Tode gestürzt.
Der Prinz wird vom Oberst gewaltsam am Weiterspielen mit den Karten gehindert und heißt das beherzte Einschreiten seines Untergebenen schließlich doch gut. Der Erbe des böhmischen Thrones schreitet zur Tat. Er haucht den überlebenden jungen Mitgliedern des Klubs neuen Lebensmut ein und schickt den Präsidenten des Klubs auf eine gefährliche Reise. Reiseziel ist der Kontinent. Falls der Präsident unterwegs das Pistolenduell gegen den jüngeren Bruder des Oberst überlebt, wird der Prinz einen neuen Gegner schicken.
Die Geschichte von dem Arzt und dem Saratogakoffer
Der Tourist Mr. Silas Q. Scuddamore aus Bangor will den Pariser Karneval erleben und hat sich im Quartier Latin in einer Pension eingemietet. Er macht in dem Hause die Bekanntschaft des alten englischen Arztes Dr. Noel, spioniert seiner Zimmernachbarin Madame Zéphyrine nach und verliebt sich in das schöne Kind. Diese durchtriebene Frau wird vom Präsidenten des Selbstmörderklubs für ein makaberes Spiel benutzt. Madame Zéphyrine macht ihrem „Liebhaber“ große Hoffnungen und lockt ihn aus der Pension. Während dessen Abwesenheit kann der Präsident die Leiche des jüngeren Geraldine in Scuddamores Bett deponieren beziehungsweise – so klar geht das aus dem Text nicht hervor – deponieren lassen. Der Leser schaut beim besten Willen nicht hinter die Kulissen. Steckt Dr. Noel mit dem Präsidenten unter einer Decke? Kommt der alte Mediziner gar als Mörder in Frage? Jedenfalls „hilft“ er Scuddamore bei der Beseitigung der Leiche. Im Saratogakoffer des Touristen gelangt die schaurige Fracht im Gepäck des Prinzen von Paris nach London.
Im Saal eines Pariser Ballhauses hatten sowohl der Prinz als auch der Bruder seines Stallmeisters zeitgleich den Karneval erlebt. Umso entsetzter ist der böhmische Thronfolger, als er in London die Leiche des Bruders seines Stallmeisters im Koffer Scuddamores vorfindet. Der verruchte Präsident des Selbstmörderklubs ist der Absender.
Das Abenteuer mit den zweirädrigen Kutschen
Die Nebel lichten sich. Der Präsident hat durch die jahrelang angezettelten Ermordungen lebensmüder Männer „ein ungeheures Vermögen“ angehäuft. Also muss er gerichtet werden. Das inszeniert der Prinz in einem der mehreren hochherrschaftlichen Londoner Anwesen des Unholds. Zu dem Duell auf Degen lässt Florizel von Böhmen die beiden Sekundanten von seinem Stallmeister Oberst Geraldine auf eigenwillige Art auswählen. In zweirädrigen Kutschen werden im Eiltempo eine Anzahl vereinsamter Londoner Spaziergänger, in erster Linie charakterstarke Offiziere, zum Ort des Duells befördert und vom Oberst sachkundig bis auf zwei Militärs ausgesiebt. Die gegen kriegerische indische Bergvölkerschaften siegreichen Herren Leutnant Brackenbury Rich und Major O’Rooke bleiben übrig.
Stevenson gibt dem Geschehen eine überraschende Wendung. Der alte Dr. Noel erweist sich als einer der Freunde des Prinzen. Dieser führt dem böhmischen Degenfechter seinen verruchten Duellpartner zu. Der Präsident überlebt das Duell nicht. Der Prinz hat den Mord des jüngeren Geraldine gerächt.
Die Zweifel des Lesers bezüglich der Rolle des Dr. Noel in der Pariser Episode waren voll und ganz berechtigt gewesen. Denn bevor sich der Mediziner um die Leiche des Präsidenten kümmert, bittet er: „… lassen Sie mich gehen, meinen ältesten Freund zu begraben.“

## Rezeption
In dem Kapitel Neues aus Tausendundeiner Nacht seines Buches geht Dölvers ausführlicher auf den Selbstmörderklub und den Diamant des Radschas – also auf den Inhalt des ersten Bandes der Sammlung New Arabian Nights – ein. Dölvers resümiert am Kapitelende, die beiden Texte seien mehr als unterhaltsame Prosa und auch mehr als Parodien auf den Detektivroman. Distanz zu den Zeitgenossen, wie sie Stevenson in dem Kontext halte, sei eines der Mittel beim Untersuchen und sogar Deuten gesellschaftlicher Vorgänge.

## Verfilmungen
- 3. Mai 1909, USA: The Suicide Club. 4-Minuten-Film von David Wark Griffith mit Barry O’Moore, Charles Avery und Charles Craig
- 18. November 1913, Deutschland: Der geheimnisvolle Klub. 40-Minuten-Film von Joseph Delmont mit Fred Sauer, Ilse Bois und dem Regisseur als einem der Darsteller.
- Juli 1914, Vereinigtes Königreich: The Suicide Club von Maurice Elvey mit Montagu Love, Elisabeth Risdon und Fred Groves
- 5. November 1919, Deutschland: Vierte unheimliche Geschichte: Der Selbstmörderclub in Unheimliche Geschichten. 112-Minuten-Film von Richard Oswald mit Anita Berber, Conrad Veidt und Reinhold Schünzel.
- 7. September 1932, Deutschland: Unheimliche Geschichten. 89-Minuten Film von Richard Oswald mit Paul Wegener, Harald Paulsen, Maria Koppenhöfer und Blandine Ebinger.
- 22. Mai 1936, USA: Trouble for Two. 75-Minuten Film von J. Walter Ruben mit Robert Montgomery, Rosalind Russell, Frank Morgan und Reginald Owen.
- 1946, Argentinien: La dama de la muerte. 80-Minuten-Film von Carlos Hugo Christensen mit Carlos Cores, Judith Sulian und Guillermo Battaglia
- 14. Februar 1950, USA: The Suicide Club. 30-Minuten-Film von Robert Stevens< mit Ralph Bell, Ralph Clanton und Donald Buka
- 20. November 1955, Vereinigtes Königreich: The Suicide Club. 30-Min-TV-Film von Dennis Vance mit Derrick De Marney, Karel Stepanek und Thomas Heathcote.
- 18. September 1960, USA: The Suicide Club. 60-Min-TV-Film von Richard Dunlap mit Cesar Romero, Everett Sloane und Dan Tobin
- 1964 USA, Chile: Curse of the Stone Hand von Carlos Hugo Christensen mit John Carradine, Chela Bon und Carlos Cores.
- 9. Februar 1970, Vereinigtes Königreich: The Suicide Club. 75-Min-TV-Film von Mike Vardy mit Ronald Adam, Bernard Archard und Roger Booth.
- 30. April 1970, Mexiko: El club de los suicidas. 98-Minuten-Film von Rogelio A. González mit Enrique Guzmán, Pilar Bayona und Enrique Rocha.
- 1981 Sowjetunion: Der Selbstmörderklub von Jewgeni Tatarski mit Oleg Dal, Donatas Banionis und Igor Dmitrijew.
- 21. Mai 1988, USA: Tod oder Joker. 92-Minuten-Film von James Bruce mit Mariel Hemingway, Robert Joy und Lenny Henry.
- Januar 2000, USA: The Suicide Club von Rachel Samuels mit Jonathan Pryce, David Morrissey und Paul Bettany.
- 26. Dezember 2003, Tschechien: Bankrotári. 99-Minuten-TV-Film von Zdeněk Zelenka mit Miroslav Donutil, Jiřina Bohdalová und Zdeněk David.
- 24. August 2007, Spanien: El club de los suicidas 100-Minuten-Film von Roberto Santiago mit Fernando Tejero, Lucía Jiménez und Luis Callejo.